# Ansiktsförlamning
Ansiktsförlamning eller facialispares är nedsättning eller avsaknad av muskelaktiviteten i ena eller båda ansiktshalvorna till följd av neurologisk skada eller nedsättning. Förlamningen är vanligen enkelsidig och drabbar den s.k. mimiska muskulaturen. Den kan vara central eller perifer.
Vid central facialispares finns skadan i hjärnhalvan motsatt förlamningen. Skadan kan till exempel bero på stroke eller trauma.
Vid perifer facialispares har själva ansiktsnerven, nervus facialis, blivit påverkad, antingen i sin kärna i hjärnstammen eller utåt ansiktet till. Det senare sker vid Bells pares men kan också orsakas av till exempel borrelia, varicella zoster-virus (som förkortas VZV och som också orsakar bältros) eller herpes simplex. Skadan sitter på samma sida av huvudet som förlamningen gör.
Vid perifer facialispares där ansiktsnerven har påverkats utåt ansiktet till och då det inte går att hitta någon etiologi till paresen benämns den Bells pares. Den drabbar i regel ena sidan av ansiktet och är den vanligaste varianten av ansiktsförlamning.
Vid central facialispares kan den drabbade rynka pannan eller lyfta på ögonbrynen, medan vid perifer facialispares är denna funktion drabbad. Den gren av facialis-nerven som går till pannan blir nämligen helt kompenserad av andra ansiktshalvans nerv vid central facialispares.

## Behandling
Evidensbaserad behandling saknas. Ibland används en kortisonkur i form av läkemedlet prednisolon som behandling. Ett sjukgymnastikprogram för ansiktet kan vara verksamt, då med inriktning på neuromuskulär ansiktssjukgymnastik.